# Viaggio in Giappone
Viaggio in Giappone (Sidonie au Japon) è un film del 2024 diretto da Élise Girard e interpretato da Isabelle Huppert.

## Trama
Durante un tour in Giappone in occasione della riedizione del suo primo libro, la scrittrice francese Sidonie Perceval, in blocco creativo e ancora perseguitata dal fantasma del defunto marito, inizia una relazione con Kenzo, il suo editore giapponese da poco separatosi dalla moglie. Tra i templi di Kyoto, il mare di Naoshima e i ciliegi in fiore di Nara, riusciranno insieme ad elaborare i rispettivi dolori, impareranno a lasciare andare il passato e dare inizio a una nuova vita.

## Distribuzione

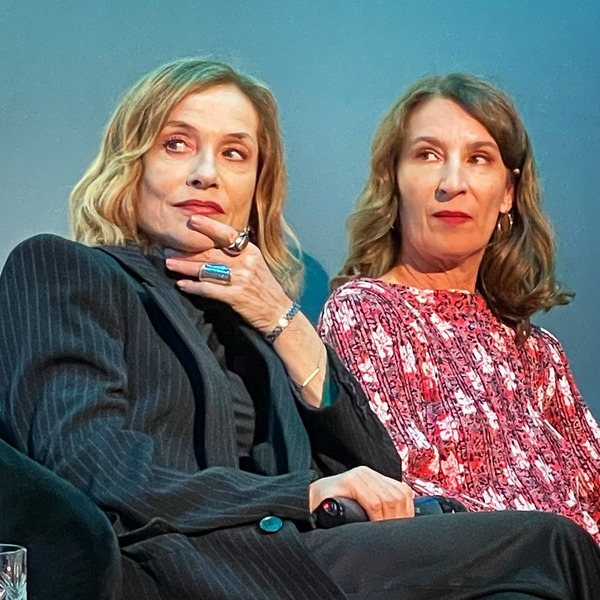
Isabelle Huppert ed Élise Girard alla presentazione del film (2024)

Il film è uscito nelle sale italiane l'11 gennaio 2024.